# Champagne Henriot
Le Champagne Henriot est une Maison de Champagne basée à Reims fondée en 1808. La maison possède en propre un vignoble d'environ 35 hectares. Les parcelles sont situées dans la vallée de la Marne sur Mareuil et Ay en grand cru, dans la montagne de Reims à Avenay en premier cru, et dans la Côte des Blancs à Épernay avec notamment le Clos l'Abbé et à Chouilly en premier cru. Ces vignobles fournissent quinze à vingt pour cent des besoins de production. Pour le reste, la maison s'approvisionne principalement auprès de producteurs qui partagent ses normes de qualité. Ceux-ci se trouvent en grand cru et en premier cru, notamment en Côte des Blancs, sur les communes notamment d'Avize, d'Oger, de Cramant ou de Vertus où le chardonnay domine. Le pinot noir est également sélectionné principalement dans les crus du versant nord de la Montagne de Reims, dans les villages de Verzy, de Verzenay et d'Avenay-Val d'Or.

## Historique
Originaire de Lorraine, la famille Henriot s'installe à Reims en Champagne en 1640. À l'époque, les Henriot exercent leurs activités dans le négoce de textile et de vin. C'est en 1791 que Nicolas Henriot achète l'hôtel des douanes ainsi que les fermes royales construites par l'architecte Jean-Gabriel Legendre pour le roi Louis XV. C'est en 1794, après le mariage d'Apolline Godinot, que tous deux décident de se lancer dans la viticulture. Progressivement, la Famille se constitue un vignoble.
C'est en 1808, après le décès de son époux Nicolas Simon Henriot (1769-1805), qu'Apolline Henriot (1775-1859) décide d'imposer son nom avec la maison « Veuve Henriot Aîné », c'est à cette époque que le Champagne Henriot est véritablement fondé. Elle était la nièce du très célèbre abbé Godinot, un érudit qui a contribué à l'amélioration de la viticulture et à la fabrication du vin de Champagne. Les vins de Champagne ont connu un franc succès auprès de la royauté et c’est tout naturellement que Champagne Henriot est devenu un de leurs favoris. D'abord à la cour néerlandaise, puis en Autriche et en Hongrie chez les Habsbourg.
Ernest Henriot, petit-fils d'Apolline Henriot, fonde en 1851 avec son beau-frère Charles Heidsieck (époux d'Amélie Henriot) la maison Charles Heidsieck. En 1875, les deux hommes se séparent et Ernest se consacre exclusivement à la maison qui porte son nom.
À partir des années 1970, Joseph Henriot (1936-2015), fils d'Étienne (1889-1957), de la sixième génération de la famille, joua un rôle très actif en Champagne - ainsi que dans d'autres régions viticoles. D'abord, il achète en 1976 la maison de champagne Charles Heidsieck qu'il revend 9 ans plus tard au Groupe Rémy Cointreau. Il cède ensuite en 1987 sa propre maison de champagne à Veuve Clicquot, gagnant ainsi 11 % du stock de cette société. Étant l'un de ses principaux actionnaires, il dirige la vente de Veuve Clicquot à Louis Vuitton, pour rejoindre ensuite la fusion Moët Hennessy en tant que président et participer à la création du groupe de luxe LVMH.
En 1994, Joseph Henriot revend ses parts de Veuve Clicquot Ponsardin à LVMH afin de se recentrer totalement sur la holding familiale « La Vigie » avec le Champagne Henriot dont il a repris le contrôle, et de continuer de faire rayonner cette marque familiale à la fois en France et sur les marchés d'exportation. Il décède en 2015 à l'âge de 79 ans.
Des dissensions au sein de la famille apparaissent en 2016, et alors que la maison est dirigée par son fils Thomas, il quitte la présidence du conseil d'administration de la holding familiale, « La Vigie Maisons et Domaines Henriot » propriétaire des Champagne Henriot, au profit d'un de ses cousins germains, Gilles de Bégon de Larouzière de Montlosier, neveu de Joseph Henriot, troisième fils de Madeleine Henriot, sœur cadette de Joseph.

## Autres domaines
Le développement de la maison est dû à Joseph Henriot qui fait l’acquisition, en une vingtaine d’année, au sein de la holding familiale de plusieurs domaines en dehors de la champagne  :
- Vignoble Bouchard Père & Fils, à Beaune en Bourgogne, négociant et propriétaire de 130 hectares de vignes[8], acquis en 1995 ;
- Vignoble William Fèvre, à Chablis (1,5 million de bouteilles, 75 % à l’export)[8], acquis en 1998 ;
- Maison Lejay-Lagoute, crème de cassis de Dijon [9], acquise en 2004 et revendue en avril 2019 au n°2 des vins et spiritueux La Martiniquaise.
- Vignoble Villa Ponciago (anciennement Château de Poncié), ancienne propriété de la famille Bouchard, à Fleurie dans les Crus du Beaujolais, 50 hectares de vignes [10], acquis en 2008.

En 2017, le groupe familial acquiert la majorité du domaine Beaux Frères, situé dans l’Oregon aux États-Unis, et d'une superficie d'environ 50 hectares dont 14 hectares de vignes,.

## Sélection

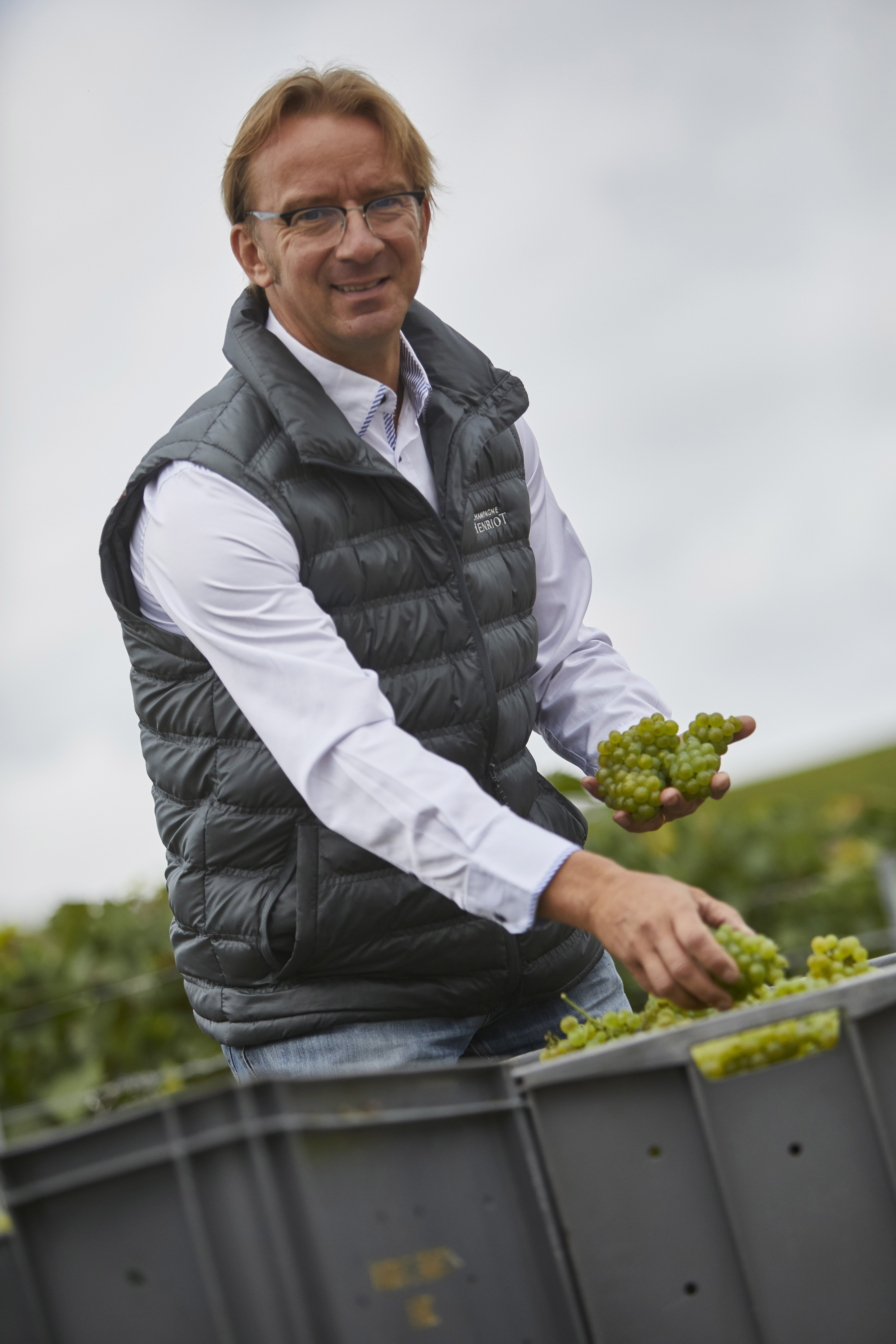
Laurent Fesnet, chef de cave de la maison Henriot

La maison est reconnue pour la qualité de ses approvisionnements qui se fait essentiellement dans les premiers crus et grands crus de Champagne. Le style de ses champagnes est très marqué par le chardonnay qui a été vieilli longtemps. La maison propose une palette de produits allant du brut au rosé millésimé en passant par son incontournable Blanc de Blancs, sans oublier sa cuvée millésimée de prestige, la Cuvée des Enchanteleurs.
La Cuve 38 : Cette cuvée signée Laurent Fresnet, chef de cave de la maison familiale Henriot, résume un projet initié par Joseph en 1990 et bouclé par Thomas fin 2014. Le principe de ce blanc de blancs Grand Cru, dosé en extra-brut « Notre cuve de 467 hl, qui porte le numéro 38, est enrichie tous les ans, depuis 1990, de 3 à 20 % des chardonnays d’exception de l’année », résume le chef de cave.